# 726 v.Chr.
Het jaar 726 v.Chr. is een jaartal volgens de christelijke jaartelling.

## Gebeurtenissen

### Assyrië
- Koning Salmanasser V wordt gedwongen de politieke onrust in het binnenland te onderdrukken.